# Port Alberni
Port Alberni è una città della Columbia Britannica, in Canada, situata sull'isola di Vancouver, amministrativamente dipende dal distretto regionale di Alberni-Clayoquot.